# Kordylewskimoln

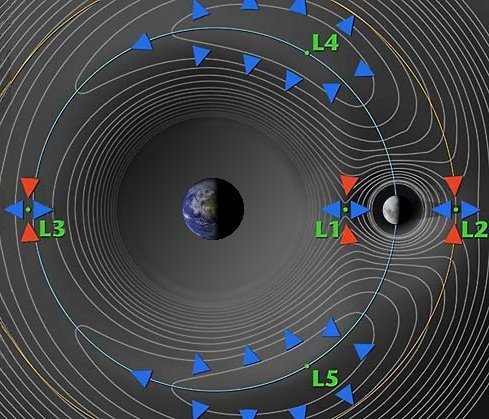
Diagram som visar positionerna för Lagrangepunkterna L_{4} och L_{5} mellan jorden och månen, där Kordylewskimoln finns

Kordylewskimoln är stora partikelsamlingar som ligger i omloppsbana runt jorden och finns vid Lagrangepunkterna L4 och L5 i jord-månsystemet. Dessa samlingar upptäcktes av den polske astronomen Kazimierz Kordylewski år 1956 och bekräftades existera i oktober 2018.

## Identifiering och observation
Kordylewski började leta efter en fotometriskt bekräftande koncentration av stoft vid librationspunkterna (Lagrangepunkterna) 1951. Efter en metodförändring föreslagen av Josef Witkowski sågs molnen först av Kordylewski 1956. Mellan den 6 mars och den 6 april 1961 lyckades han fotografera två ljusa fläckar nära Lagrangepunkten L5. Under observationstiden verkade molnen knappast röra sig i förhållande till L5. Observationerna gjordes från berget Kasprowy Wierch.
År 1967 gjorde J. Wesley Simpson observationer av molnen med hjälp av Kuiper Airborne Observatory. I oktober 2018 rapporterades att förekomsten av Kordylewskimolnen bekräftats,även om den japanska rymdsonden Hiten, som passerade genom Lagrangepunkterna 1992, för att upptäcka fångade stoftpartiklar tidigare, inte hittade någon tydlig ökning av stoftnivåerna utöver densiteten i omgivande rymden.

## Utseende
Kordylewskimolnen är ett mycket svagt fenomen, jämförbart med ljusstyrkan hos gegenschein (reflekterat solljus). De är mycket svåra att observera från jorden men kan vara synliga för blotta ögat på en exceptionellt mörk och klar natthimmel. Bästa observationer har gjorts från öknar, på havet eller från berg. Molnen verkar något rödare än gegenschein, vilket tyder på att de kan utgöras av en annan typ av partiklar.
Kordylewski-molnen ligger nära Lagrangepunkterna L4- och L5 i jord-mån-systemet. De är omkring 6 grader i vinkeldiameter. Molnen kan driva upp till 6 till 10 grader från dessa punkter. Andra observationer visar att de rör sig runt Lagrangepunkten i ellipser av omkring 6 x 2 grader.